# مفره

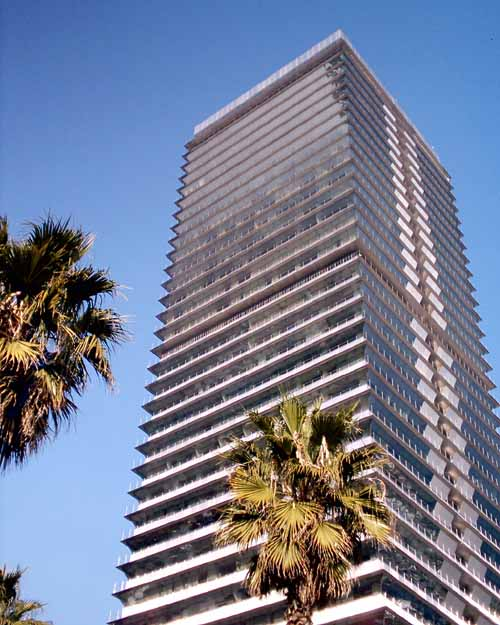
ساختمان اداری مفره، در برج مفره، مادرید - ۲۰۰۶

مفره (به اسپانیایی: Mapfre) شرکت بیمه اسپانیایی مستقر در شهر ماخاداهوندا، بخش خودمختار مادرید می‌باشد. این شرکت بزرگترین شرکت خدمات بیمه در اسپانیا است، همچنین یکی از بزرگترین شرکت‌های بیمه در آمریکای لاتین به‌شمار می‌آید.